# Marat/Sade
A Perseguição e Assassinato de Jean-Paul Marat encenado pelos internos do Hospício de Charenton sob direção do Senhor de Sade (em alemão: Die Verfolgung und Ermordung Jean Paul Marats dargestellt durch die Schauspielgruppe des Hospizes zu Charenton unter Anleitung des Herrn de Sade), quase sempre abreviado para Marat/Sade, é uma peça de 1963, escrita por Peter Weiss e ambientada em um asilo francês no auge da Era Napoleônica. A peça foi publicada pela primeira vez em alemão. No ano de 1966, a peça recebeu quatro Tony Awards.
Incorporando elementos dramáticos característicos de Antonin Artaud e Bertolt Brecht, é uma representação sangrenta e implacável da luta de classes e do sofrimento humano, que pergunta se a verdadeira revolução vem para mudar a sociedade ou mudar a si mesmo.